# 101ª Squadriglia
La 101ª Squadriglia del Corpo Aeronautico del Regio Esercito che nasce con aerei Farman 14.

## Storia

### Prima guerra mondiale
La 101ª Squadriglia Farman viene creata nel settembre 1916 a Bari, sull'Aerodromo di Marisabella, al comando del capitano Filippo Sisto che al volgere del 1917 disponeva di 6 piloti, tra cui il Sottotenente Prospero Freri, 3 Farman con motore Fiat A.10 e 3 Farman con motore Colombo.
In primavera arrivano dei Savoia-Pomilio SP.2 ed a luglio dispone di 8 piloti.
In seguito il comando passa al Tenente Francesco Ferri che alla fine dell'anno dispone altri 5 piloti.
Nel giugno 1918 riceve la 3ª Sezione Idrocaccia Ansaldo Sopwith Baby e le altre 2 Sezioni transitano sui Savoia-Pomilio SP.3.
Il 15 settembre dispone di 15 aerei per 9 piloti ed al 4 novembre aveva un S.P.2, 8 S.P.3, 3 Sopwith e 5 Macchi M.5.
Il 18 gennaio 1919 viene sciolta.

### Guerra civile spagnola
All'inizio dell'agosto 1936 era schierata come Squadriglia Mussolini in Spagna, con il Sergente Maggiore Guido Carestiato, nome fittizio di "Efisio Ciarrotti" ed il Capitano Giuseppe D'Agostinis,; il 27 agosto 1936 fu costituita all'Aeroporto di Palma di Maiorca la Squadriglia caccia.
Il 28 agosto Carestiato abbatté sopra Cala Morleda con il proprio caccia Fiat CR.32, dopo un breve combattimento, un idrovolante repubblicano Savoia-Marchetti S.62. 
Il 10 luglio 1937 la squadriglia venne trasformata nel X Gruppo caccia terrestre.
Nel gennaio 1938 era nel 10º Gruppo Autonomo da Caccia con 9 Fiat C.R.32 a Palma di Maiorca nell'Aviazione Legionaria.

### Seconda guerra mondiale
Il 10 giugno 1940 la 101ª Squadriglia era inquadrata nel 19º Gruppo Autonomo Combattimento (XIX Gruppo) che volava con 4 Breda Ba.88 di stanza all'Aeroporto di Alghero-Fertilia per l'Aeronautica della Sardegna - ASAR.